# 포치
포치(영어: Porch)는 건물에 잇달아 지붕을 대어 지어진 건물의 출입구나 현관을 말한다. 이 곳은 사람을 마중하거나, 차를 세워 바로 입구로 향하게 하거나, 비바람을 피하게 하는 역할을 한다.

## 사진

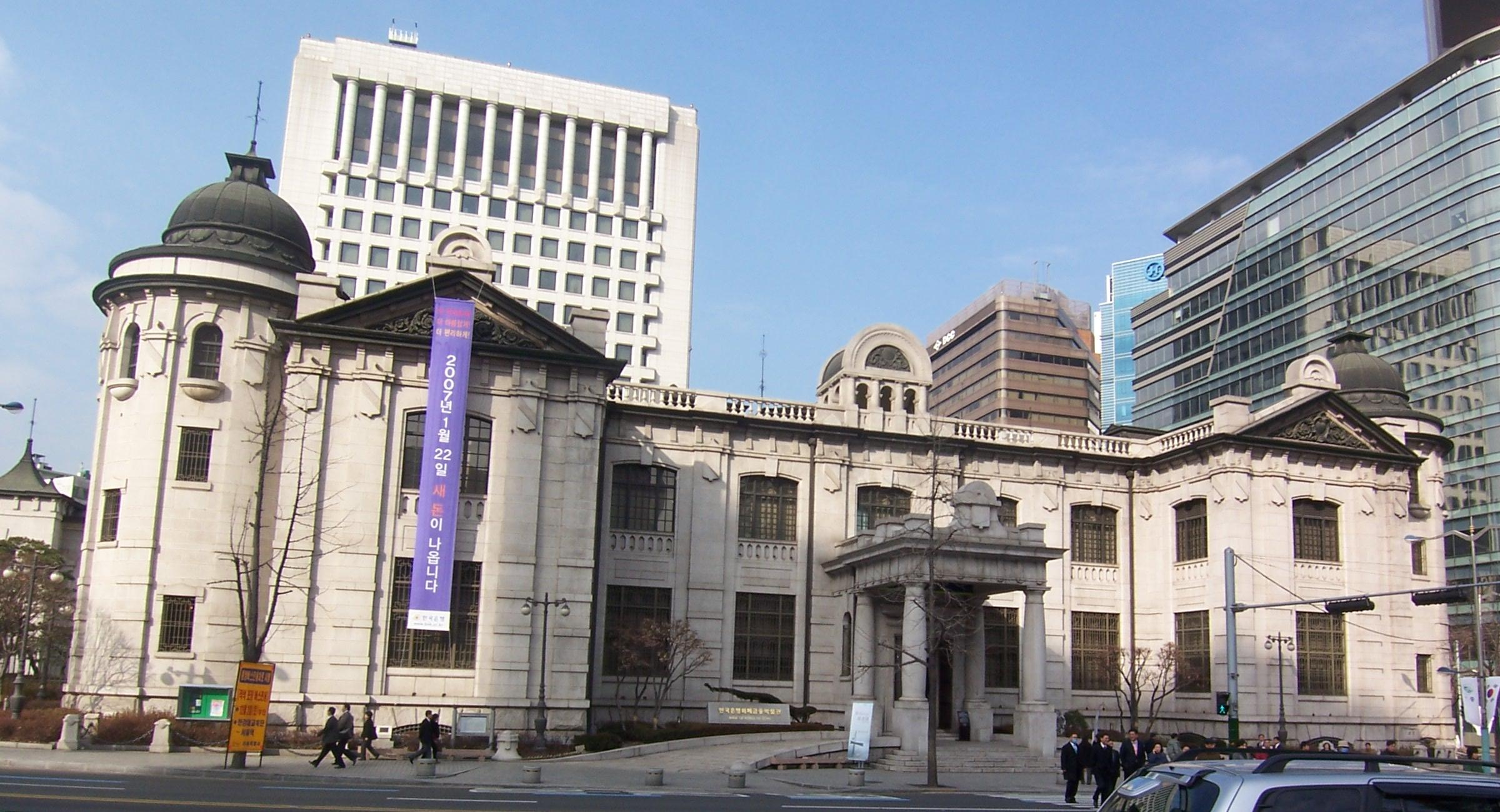
한국은행 구본관 입구의 포치
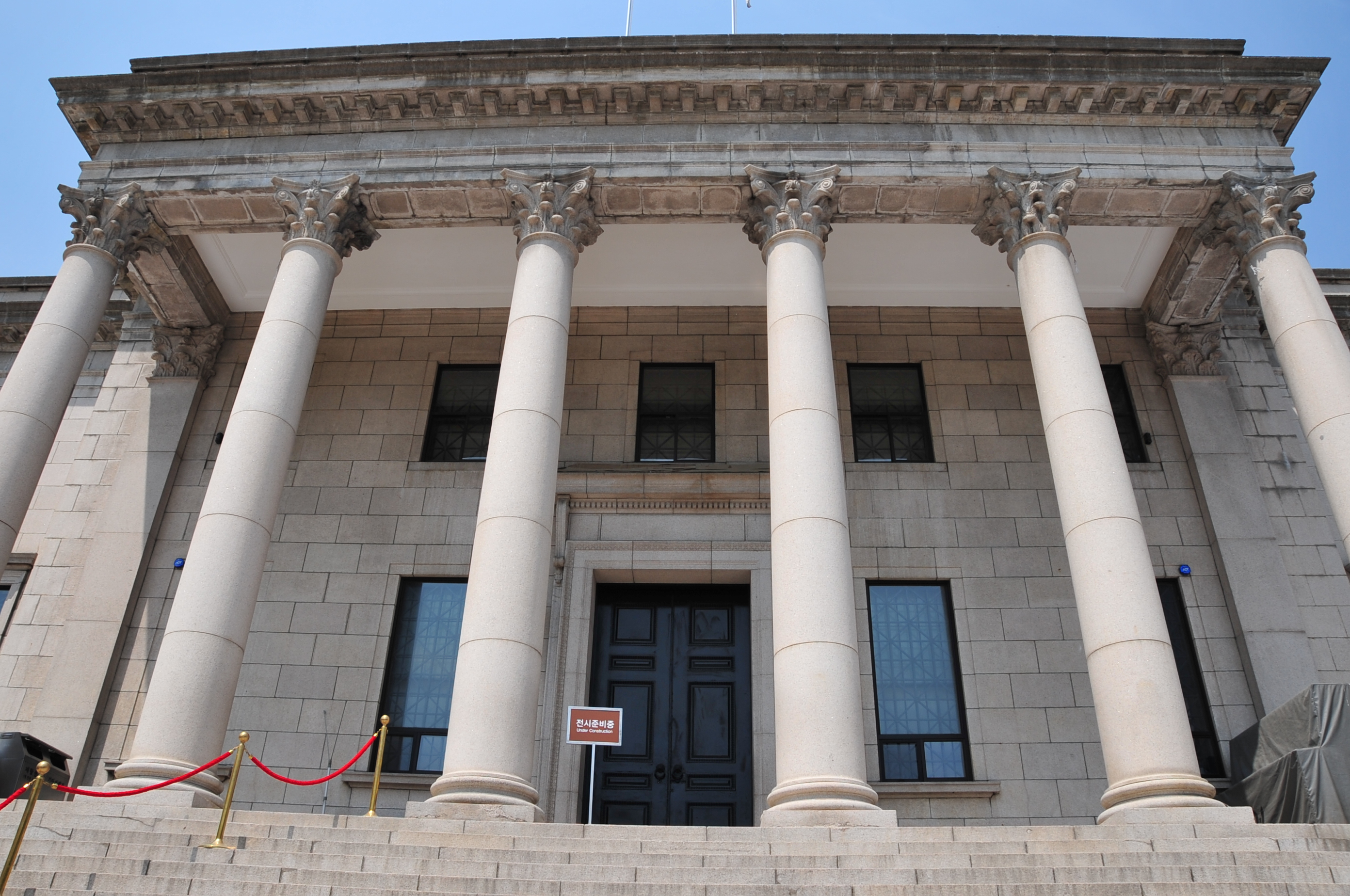
덕수궁 석조전의 포치

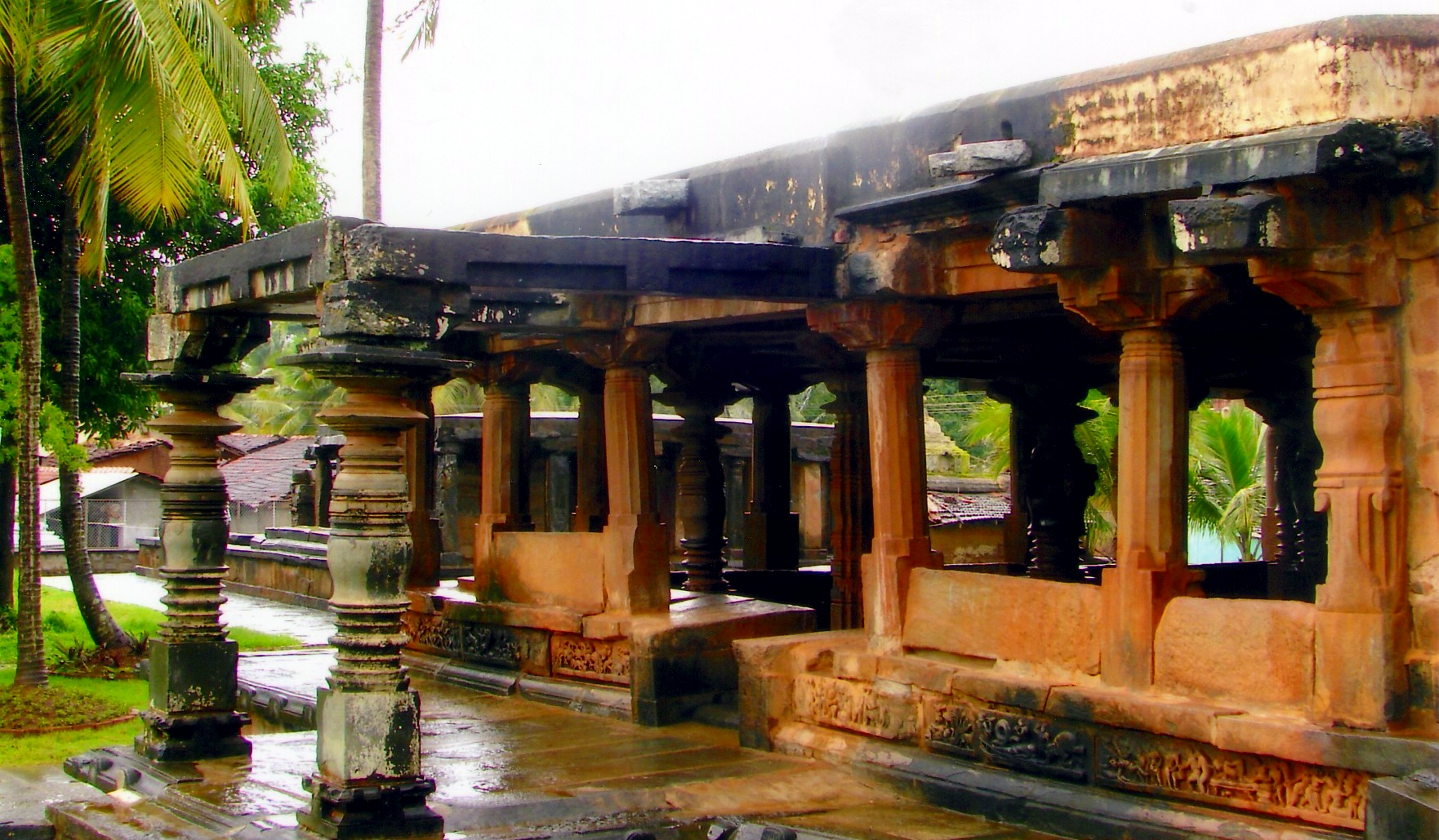
인도 만다파의 포치
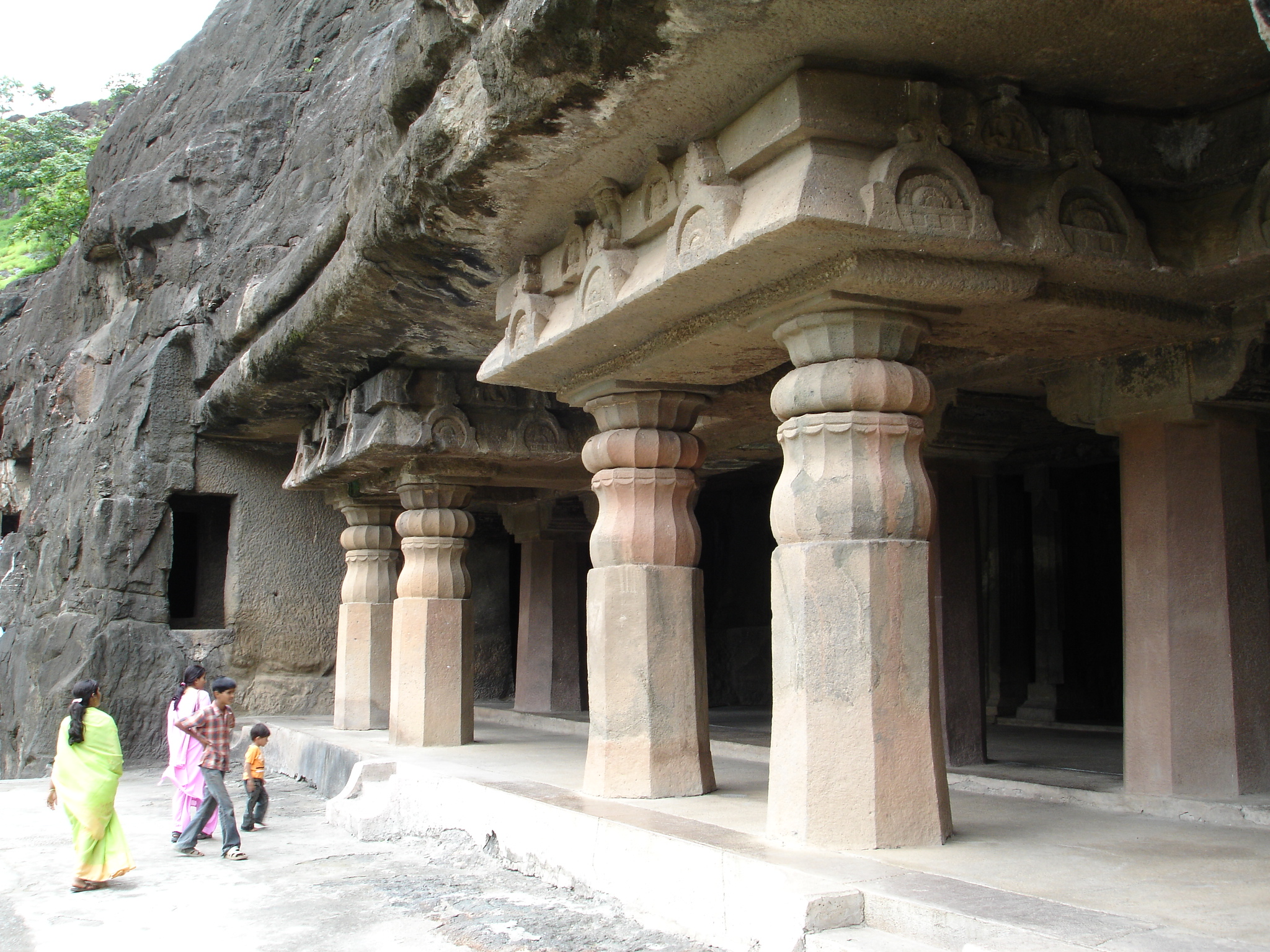
인도 아잔타 석굴의 포치 형태 입구

## 같이 보기
- 처마
- 베란다
- 발코니